# Palácio das Tulherias

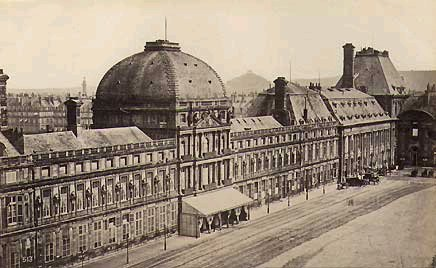
Palácio das Tulherias, cerca de 1865. Da esquerda para a direita: a Ala Sul, o Pavilhão do Relógio, a Ala Norte, o Pavilhão do Teatro, a Galeria das Máquinas e o Pavilhão Marsan. À direita estende-se o Pátio do Carroussel.

O Palácio das Tulherias (em francês:  Palais des Tuileries) foi um palácio parisiense, cuja construção começou em 1564 sob o impulso de Catarina de Médici, num local ocupado anteriormente por uma fábrica de telhas (tuiles). Foi aumentado em reinados sucessivos, dispondo de uma imensa fachada com 266 metros de comprimento. Foi residência real de numerosos soberanos, desde Henrique IV a Napoleão III, até à sua destruição por um incêndio em maio de 1871. As suas ruínas foram abatidas em 1882.

## História

### O Antigo Regime
O local onde se ergueria o palácio estava ocupado, no século XIII, por terrenos vagos e por fábricas de telhas. No século XIV, o magistrado de Paris, Pierre des Essarts, possuía ali uma casa e quarenta "arpents" (unidade de comprimento usada no Antigo Regime) de terra arável. No século XVI, Neufville de Villeroy, Secretário das Finanças de Luís XII, fez construir ali um hôtel particulier que, mais tarde, Francisco I comprou para a sua mãe.

#### Primeiras construções

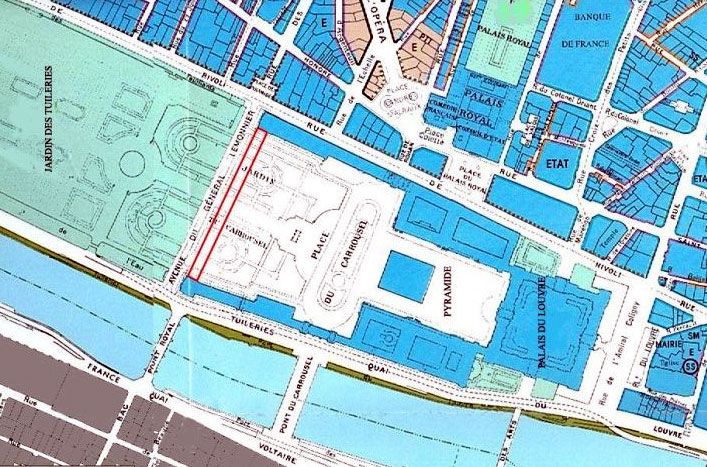
Antiga localização do palácio.

O conjunto destas construções foi comprado por Catarina de Médici, que desejava deixar o Hôtel des Tournelles onde Henrique II morrera num torneio. Mandou então arrasar os edifícios e encarregou os arquitectos Philibert Delorme e Jean Bullant de edificarem um palácio que deveria elevar-se a oeste do Palácio do Louvre, para lá do recinto de Carlos V. O projecto inicial era ambicioso: dois grandes edifícios paralelos reunidos por quatro construções mais curtas, compartimentando três pátios interiores. No entanto, só o edifício do Oeste foi finalmente construído, e seria a esta estrutura que se daria o nome definitivo de Palácio das Tulherias.

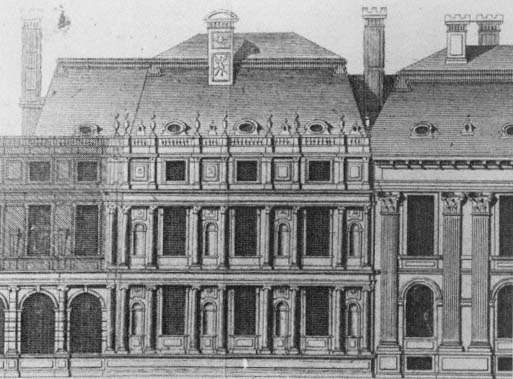
Pavilhão Bullant no Palácio das Tulherias.

Este edifício comportava um pavilhão central coroado por uma cúpula, dotado de uma escada suspensa sobre a abóbada que foi considerada como uma obra de mestre. Este pavilhão estava enquadrado por duas alas. A ala Sul terminava num pavilhão, chamado de Pavilhão de Bullant (construído em 1570) enquanto que a ala Norte não foi terminada. Com efeito, Catarina de Médici, muito supersticiosa, acabou por recusar-se a habitar nas Tulherias e instalou-se numa outra residência (chamada inicialmente de Hôtel de la Reine, e mais tarde de Hôtel de Soissons, no local onde fica a actual Bolsa de Comércio de Paris) que fez construir precipitadamente, em 1574, próximo da Igreja de Santo Eustáquio. Conta a lenda que o seu astrólogo, Cosimo Ruggieri, havia previsto que ela morreria próximo de Saint-Germain, encontrando-se o Palácio das Tulherias na vizinhança da  Igreja de Saint-Germain-l'Auxerrois.
Durante o reinado de Carlos IX, o estaleiro de construção das Tulherias foi progressivamente abandonado. Henrique III deu algumas festas no palácio mas nunca chegou a residir ali; contudo, fugiu de Paris pelo Jardim das Tulherias, no dia 12 de Maio de 1588, aquando da "Jornada das Barricadas" (sublevação popular durante as Guerras da religião francesas).

#### O "Grande Propósito"

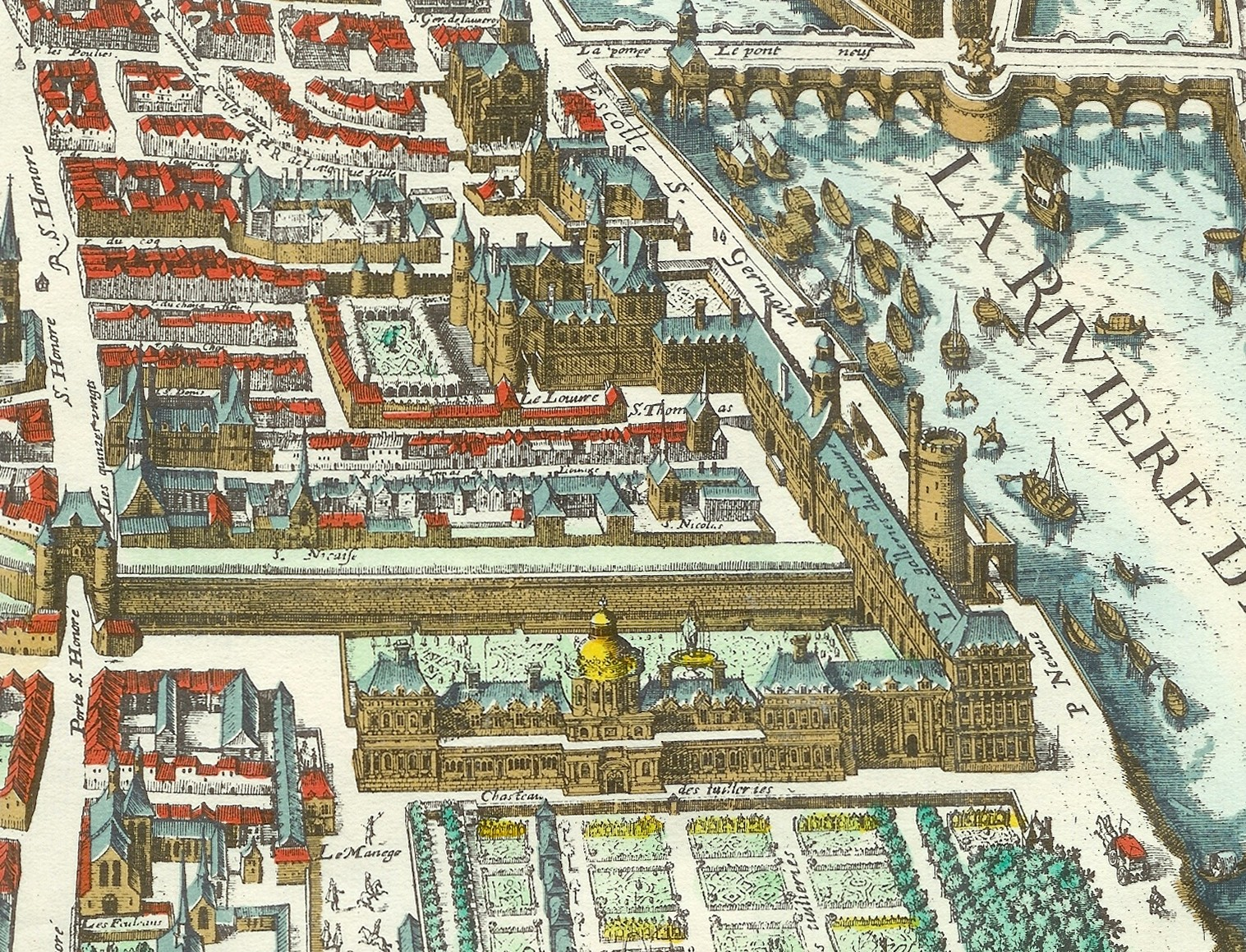
As Tulherias, o Palácio do Louvre e a Grande Galeria em 1615. Planta de Mérian.

No início do século XVII, Henrique IV decidiu ligar o Palácio do Louvre ao Palácio das Tulherias, através de uma longa galeria ao longo do Sena, cujo começo já existia havia alguns anos. É a esta que se chama de "Grande Propósito". Esta Grande Galeria ou Galeria à borda de água (que ainda existe actualmente) foi edificada entre 1607 e 1610 por Jacques-Androuet du Cerceau. Ao mesmo tempo, o Palácio das Tulherias foi prolongado para Sul por uma ala chamada de Pequena Galeria, destinada a ligar o Pavilhão de Bullant à Grande Galeria: no cruzamento das duas construções foi edificado um pavilhão baptizado de Pavillon de la Rivière (Pavilhão do Rio) e rebaptizado em 1669 de Pavillon de Flore (Pavilhão de Flora). O Palácio do Louvre e este das Tulherias ficaram, a partir deste momento, ligados entre si.
Após a morte de Henrique IV, em 1610, o palácio conheceu novamente um longo período de abandono.
Foi Luís XIV que decidiu reactivar o estaleiro. O Palácio das Tulherias era assimétrico: a Pequena Galeria construída por Henrique IV não tinha, com efeito, qualquer contraponto a Norte. Entre 1659 e 1666, Louis Le Vau e François d'Orbay construiram várias estruturas: primeiro um pavilhão destinado a fazer contraponto com o Pavilhão de Bullant (e que foi baptizada de Pavillon du Théâtre - Pavilhão do Teatro), de seguida uma galeria destinada a fazer contraponto com a Pequena Galeria (e que foi baptizada de Galerie des Machines - Galeria das Máquinas), e por fim um pavilhão destinado a fazer contraponto com o Pavilhão de Flora (e que foi baptizado de Pavillon de Pomone - Pavilhão de Pomona, e depois Pavillon de Marsan - Pavilhão de Marsan).

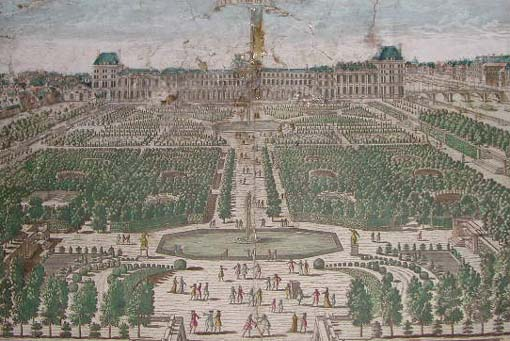
Palácio e jardim das Tulherias no final do século XVII. Da esquerda para a direita: o Pavilhão de Marsan, a Galeria das Máquinas, o Pavilhão do Teatro, a Ala Norte, o Pavilhão do Relógio, a Ala Sul, O Pavilhão de Bullant, a Pequena Galeria e o Pavilhão de Flora. Em primeiro plano o tanque octogonal.

O palácio ficava, assim, simétrico e completo de Norte a Sul. Contudo, tinham passado várias décadas entre a construção das estruturas situadas a Sul do pavilhão central e aquelas situadas a Norte. O edifício sofreu, por isso, de uma grande heterogeneidade no seu plano arquitectónico. O Rei ordenou que Le Vau fizesse grandes alterações ao plano inicial. O Pavilhão central (baptizado de Pavillon de l'Horloge - Pavilhão do Relógio) foi inteiramente reconstruído ao Estilo Clássico: mais largo, mais elevado, foi recoberto por uma cúpula volumosa; as alas que o flanqueavam, assim como a Pequena Galeria, foram igualmente reconstruídas.
No final do século XVII, o Palácio das Tulherias apresentava o aspecto que conservaria definitivamente durante dois séculos, com um comprimento de 260 metros desde o Pavilhão de Marsan, a Norte, até ao Pavilhão de Flora, a Sul. A Oeste do palácio estendia-se o jardim das Tulherias, até à futura praça Luis XV (actual Place de la Concorde); a Este encontrava-se um vasto pátio, chamado de Pátio do Carrousel, ele próprio prolongado por uma praça (a Place du Carrousel), depois por um quarteirão de velhas casas (situadas no local da actual pirâmide de vidro) e por fim pelo Pátio Quadrado do Louvre.
Durante o Ancien Régime, os principais habitantes das Tuileries foram: Anne Marie Louise d'Orléans de Montpensier, Duquesa de Montpensier, chamada de "Grande Mademoiselle" (de 1638 a 1652), Luís XIV (de 1664 a 1667) e Luís XV (de 1715 a 1722). No dia 26 de Agosto de 1728 teve lugar nas Tulherias um lit de justice (sessão particular do Parlamento com a presença do Rei, própria do Antigo Regime). O palácio foi, em seguida, abandonado e ocupado pelos cortesãos aos quais o Rei concedia alojamentos e favor, bem como por artistas, aposentados e pessoas de todas as condições.
Apanhado por um incêndio no Palais Royal, no dia 6 de Abril de 1763, a Ópera Nacional de Paris instalou-se nas Tulherias, na sala de espectáculos que fôra criada por Luis XIV na Galeria das Máquinas; a Ópera ficou naquela sala até voltar para o Palais Royal, em1770, data em que foi substituída pela Comédie-Française, que permaneceu no palácio até 1782. A estreia d'O Barbeiro de Sevilha, de Beaumarchais, teve lugar nas Tulherias, no dia 23 de Fevereiro de 1775.

### O palácio durante a Revolução e o Consulado
No dia 6 de Outubro de 1789, Luís XVI, Maria Antonieta e os seus filhos instalaram-se no palácio depois de serem trazidos do Palácio de Versailles pelos revolucionários. As Tulherias entravam, assim, na grande história: durante 80 anos, o palácio seria a principal residência de Reis e Imperadores, assim como cenário de importantes acontecimentos políticos.

A tomada das Tulherias.

A distribuição interior do palácio era a seguinte:
- Entrando no palácio pelo lado do Pátio do Carrousel, pelo vestíbulo do Pavilhão do Relógio, à direita encontrava-se uma escadaria que num primeiro troço levava até à capela e num segundo troço, depois de uma meia volta, até à Salle des Cent-Suisses (Sala dos Cem Suiços) (futuro Salon des Maréchaux - Salão dos Marechais);
- A Sul desta sala, e até ao Pavilhão de Flora, encontrava-se uma fileira de salas, viradas sobre o pátio; a Antecâmara do Rei, a Câmara de Parada, o Grande Gabinete do Rei e a Galeria de Diana. Do lado do jardim encontrava-se o apartamento da Rainha e seguidamente o apartamento de Inverno do Rei, ocupado por Luís XVI à sua chegada às Tulherias.

Durante a Revolução, o antigo apartamento da Rainha foi ocupado por Maria Teresa de França (1778-1851) e o seu irmão, o  Delfim de França. Maria Antonieta instalou-se no rés-do-chão do lado do jardim, enquanto que Isabel de França (1764-1794), irmã de Luís XVI, ocupou o primeiro andar do Pavilhão de Flora.
A Família Real residiu durante três anos no palácio. No dia 21 de Junho de 1791, os membros da Família Real tentaram fugir mas, sendo apanhados em Varennes, foram obrigados a regressar às Tulherias.
No dia 10 de Agosto de 1792, às  7 horas da manhã, a Família Real teve que deixar as Tulherias, cercados pelos revolucionários, para se refugiarem na sala da Menagem (a qual abriga actualmente a Assembleia Legislativa da França) que se encontrava ao longo do jardim (no actual cruzamento da Rue de Rivoli com a Rue de Castiglione). A guarnição de guardas suiços  permaneceu em volta do palácio, agora vazio. Este foi invadido e pilhado, e cerca de 600 guardas morreram durante o combate ou depois deste, massacrados pela multidão. Uma centena de guardas conseguiu, contudo, escapar graças à cumplicidade de uma parte da população de Paris. No dia 21 de Agosto de 1792, a guilhotina foi montada a na Praça do Carrousel, a Este do palácio.
No dia 10 de Maio de 1793, a Convenção instalou-se na Galeria das Máquinas das Tulherias. O palácio recebia agora o nome de palais national (palácio nacional). O Comité de Saúde Pública ocupou a Pequena Galeria enquanto que o Comité de Segurança Geral se instalou num palacete particular situado a Norte do Pátio do Carrousel, nas proximidades do Pavilhão de Marsan. Nesta época, numerosos acontecimentos políticos tiveram o seu desenvolvimento nas Tulherias, nomeadamente a proscrição dos Girondinos e a queda de Robespierre.
Durante o Directório, as Tulherias abrigariam o Conselho de Anciões (1795-1799).
No dia 19 de Fevereiro de 1800, Napoleão Bonaparte, Primeiro Cônsul, instalou-se no Palácio das Tulherias. Tomou para alojamento o primeiro andar do palácio, ocupando o antigo apartamento do Rei (dormia na cama de Luís XIV, Luís XV e Luís XVI). Já Cambacérès, Segundo Cônsul, preferiu residir em Elbeuf, e o Terceiro Cônsul, Lebrun, instalou-se no Pavilhão de Flora.

### O Império, a Restauração e a Monarquia de Julho
Napoleão I manteve-se nas Tulherias, que era agora a residência oficial do Imperador. Este ocupava o primeiro andar da ala Sul, os antigos apartamentos dos reis, mantendo a disposição e denominação das restantes divisões. Em 1806, uma sala de espectáculos e uma capela foram instaladas na Galeria das Máquinas, enquanto que as decorações interiores foram alteradas pelos arquitectos Charles Percier e Pierre François Léonard Fontaine.

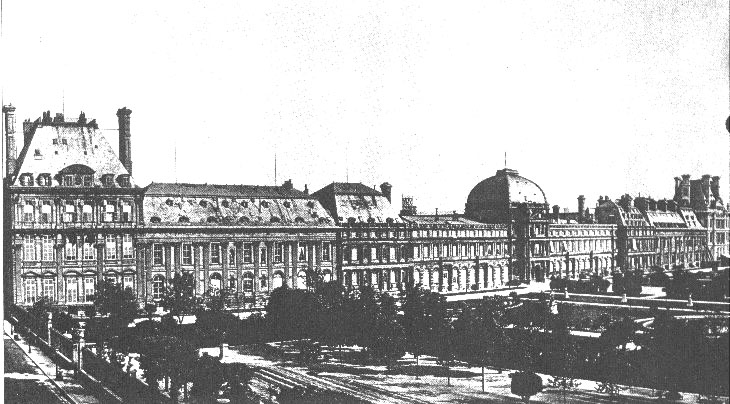
O Palácio das Tulherias, antes de 1871, visto a partir do jardim.

Foi igualmente em 1806 que estes mesmos arquitectos edificaram o Arco do Triunfo do Carrousel. Esta estrutura ainda existente, imitando o arco do triunfo de Septímio Severo, de Roma, constituía a nova entrada oficial do palácio em substituição da antiga porta do século XVII. O arco do triunfo dava acesso para Este, depois da Praça do Carrousel, ao pátio de honra das Tulherias, ele próprio separado da praça por um longo gradeamento.
Paralelamente, na perspectiva de prosseguir o "Grande Propósito" iniciado por Henrique IV, Napoleão fez construir uma galeria que fechava o pátio do Carrousel a Norte, e que se estendia do Pavilhão de Marsan à altura da Rue de l'Echelle, ao longo da Rue de Rivoli.
No dia 28 de Novembro de 1804, o Papa Pio VII, vindo a Paris para consagrar Napoleão, instalou-se no palácio, onde residiu até 4 de Abril de 1805. O Sumo Pontífice ocupou o antigo apartamento de Elisabete de França, no primeiro andar do Pavilhão de Flora.
Foi no rés-do-chão da ala Sul que nasceu, em 1809, o filho de napoleão e Maria Luísa de Áustria, o "Rei de Roma".
Em 1815, Napoleão deixou o palácio para não mais regressar. Foi substituído por Luís XVIII, que foi o único Rei da França a morrer nas Tulherias, em 1824. O seu irmão, Carlos X, substituiu-o até à Revolução de Julho de 1830, quando o palácio foi pilhado pelos desordeiros, pela segunda vez na sua história.

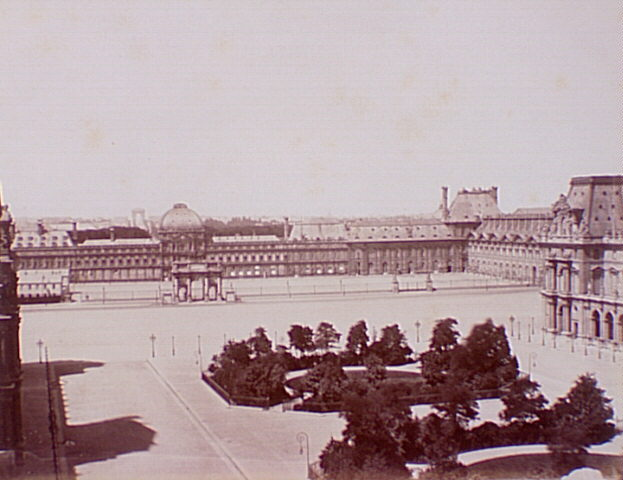
O Palácio das Tulherias e o Arco do Triunfo do Carrousel, fotografados desde o Louvre, cerca de 1865.

O palácio permaneceu desabitado até 21 de Setembro de 1831, com Luís Filipe preferindo habitar na sua residência familiar, o Palais Royal. No entanto, Casimir Perier, para aumentar o prestígio da "Monarquia de Julho", exigiu-lhe que se mudasse para as Tulherias, que a Rainha Maria-Amélia de Bourbon-Siciles (1782-1866 achava triste e chamava de casauba (Kasbah - cidadelas do Norte de África). A Família Real instalou-se, pois, no rés-do-chão da ala Sul.
Durante mais de um ano, realizaram-se importantes trabalhos de remodelação que custaram mais de 5 milhões. O palácio ganhou assim o seu aspecto definitivo, nomeadamente através da criação de uma grande escadaria no Pavilhão do Relógio, pelos arquitectos Percier e Fontaine.
O rei fez igualmente escavar, no jardim da Tulherias, uma trincheira que permitiu delimitar um jardim privado, fechado com grades, ao longo da fachada ocidental do palácio. Luís Filipe teve, no entanto, que renunciar, por falta de dinheiro, ao projecto de reunião do Palácio do Louvre com as Tulherias sobre o pátio Norte, apresentado em 1833, mas que viria a ser realizado somente por Napoleão III.
As jornadas de Fevereiro de 1848 tirariam a Família Real das Tulherias, que mais uma vez foram pilhadas. Depois de ter sido convertido em hospício para os inválidos de guerra, o palácio voltou a ser residência oficial com Luis-Napoleão Bonaparte, Presidente da República, a instalar-se ali antes de ser proclamado Imperador, em Dezembro de 1852.

### O palácio durante o Segundo Império

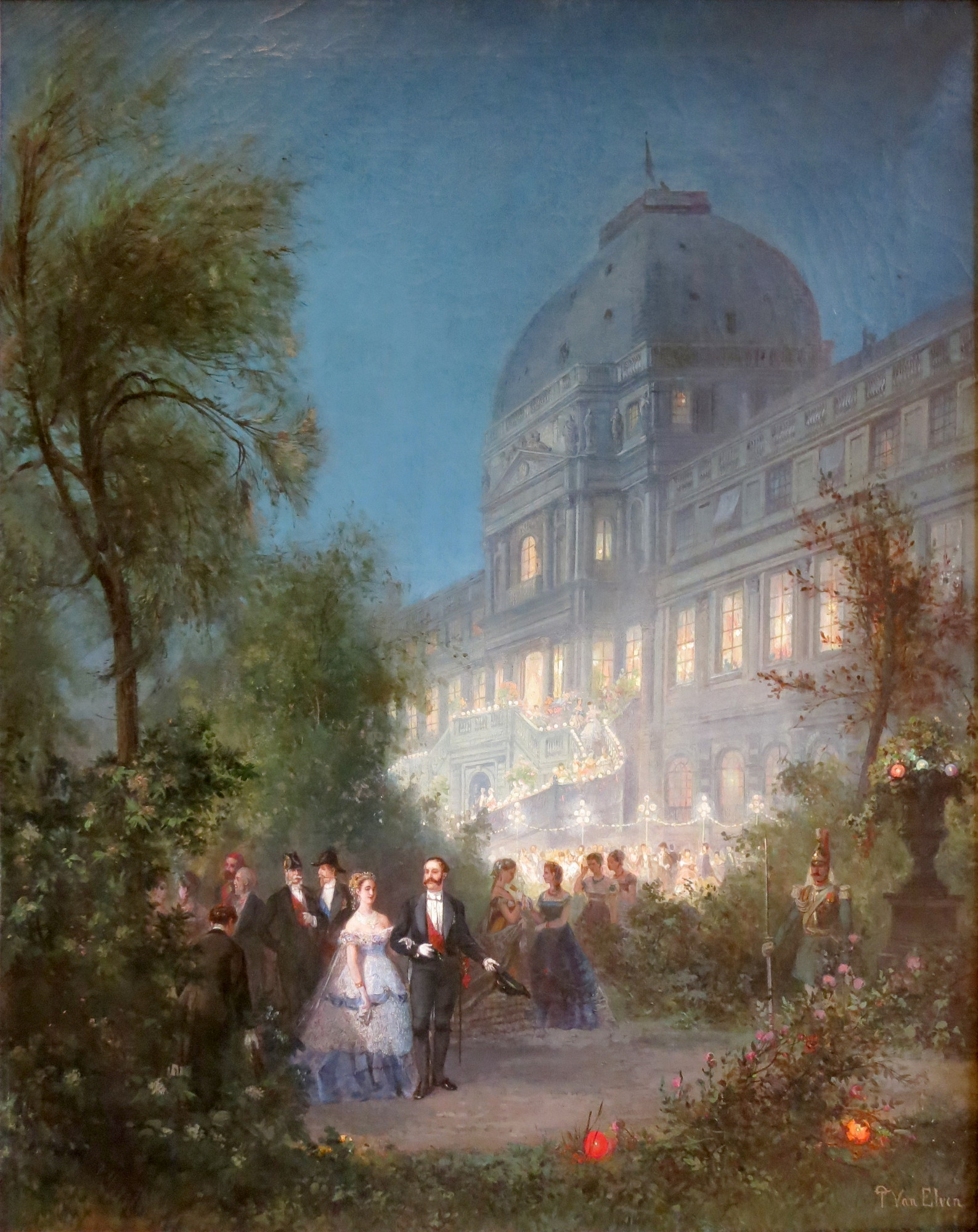
Palácio e jardim das Tulherias, durante um baile do Segundo Império.

O Segundo Império refez das Tulherias a Residência Imperial. A antiga etiqueta reapareceu (escudeiros, camareiros, perfeitos do palácio) enquanto as festas e as cerimónias davam ao palácio um brilho inigualável. No dia 29 de janeiro de 1853, foi o cenário do casamento civil de Napoleão III com Eugénia de Montijo.
Além disso, o arquitecto Visconti foi encarregado pelo Imperador de dar uma nova juventude ao palácio. Essa ordem resultou na demolição das casas e ruelas que ainda separavam a Praça do Carrousel do Pátio Quadrado do Louvre. Mas sobretudo, o Imperador acabou o "Grande Propósito" desejado por Henrique IV e prosseguido por Napoleão, fazendo prolongar ao longo da Rue de Rivoli a galeria que este último havia edificado. Cerca de1870, e pela primeira vez, o Palácio das Tulherias e o Palácio do Louvre formavam um único conjunto, o mais vasto e mais majestoso da Europa.
Após a derrota de Sedan, a Imperatriz Eugénie deixou, a 4 de setembro de 1870, o palácio das Tulherias dominado pela rebelião. Fugiu pelo Pavilhão de Flora, de onde passou para a Grande Galeria do Louvre.

## Descrição do interior
No final do Segundo Inpério, a disposição interior do palácio apresentava-se da seguinte forma:
- à entrada, do lado do pátio, ficava o vestíbulo do Pavilhão do Relógio;

- a Grande Escadaria de Percier e Fontaine conduzia, no primeiro andar para Norte, à Sala dos Vãos e às tribunas da capela, a que se seguia a Sala de Espectáculos e, para Sul do Pavilhão Central, à Sala dos Guardas e à Galeria da Paz. Esta última conduzia ao Salão dos Marechais, ocupando todo o andar do Pavilhão do Relógio: transversalmente, elevava-se a dois andares. Deste salão passava-se, do lado so pátio, ao Salão Branco, depois ao Salão de Apolo, Sala do Trono, Salão Luís XIV e, por fim, à Galeria de Diana, que por sua vez levava ao Pavilhão de Flora, dando sobre o Sena;

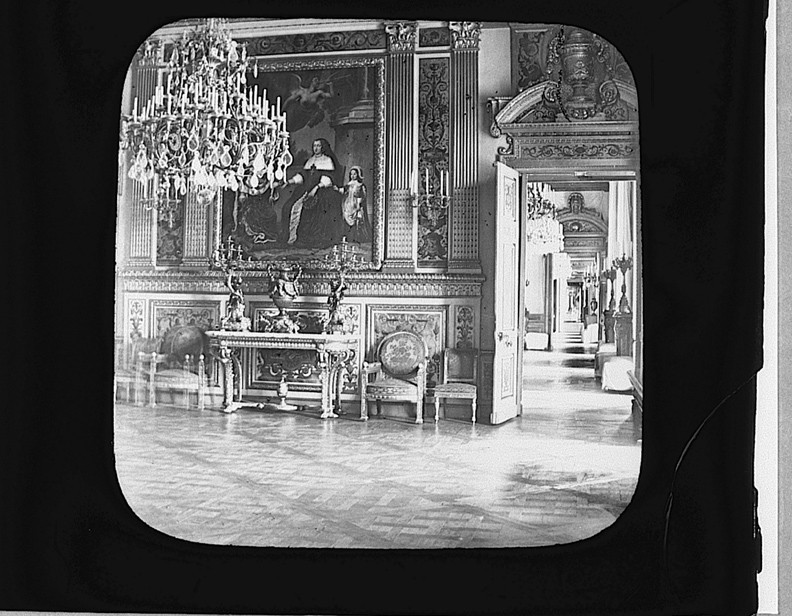
Salas de Estado do Palácio das Tulherias antes de 1871 - Galeria da Paz.

- a Ala Sul (em direcção ao Sena) estava ocupada, no primeiro andar do lado do jardim, pelos apartamentos da Imperatriz (desde o Pavilhão do Relógio até a Pavilhão de Bullant) e pelos apartamentos dos secretários do Imperador. Uma pequena escada ligava estes apartamentos ao vestíbulo; o rés-do-chão (do lado do pátio) entre o Pavilhão do Relógio e o Pavilhão de Flora estava afectado ao serviço do Imperador e do palácio (oficiais de ordenança, guarda), e no lado do jardim ficava o apartamento do Imperador. Algumas divisões do lado do pátio foram afectadas, durante algum tempo, ao Príncipe Imperial;
- o Pavilhão de Flora, virado ao Sena, estava ocupado pelos apartamentos do Príncipe Imperial;
- a Ala Norte (em direcção à Rue de Rivoli) abrigava a capela no Pavilhão da Capela, onde se situava, no primeiro andar, a Galeria dos Vãos e as tribunas da capela. A ala compreendida entre este pavilhão e o Pavilhão de Marsan, no extremo Norte do palácio, estava ocupada pela Sala de Espectáculos, limitada do lado do pátio por um estreito corredor que levava até ao Pavilhão de Marsan;
- o Pavilhão de Marsan, voltado sobre a Rue de Rivoli, estava ocupado pelos apartamentos destinados aos chefes de estado em visita oficial.

## Incêndio e destruição
Tornando-se dona do lugar, a Comuna de Paris fez das Tulherias cenário de festas e de concertos: os "concertos comunais" tiveram lugar no Salão dos Marechais. No dia 10 de Maio de 1871, foi organizado um serão artístico, em proveito dos feridos da Guarda Nacional. No dia 18 do mesmo mês, tiveram lugar três concertos consecutivos, atraindo uma multidão imensa. Estes concertos foram, na mente dos organizadores, o prelúdio do incêndio nas Tulherias: estes queriam assegurar-se que a população aceitaria a ideia da destruição do palácio. Instalado nas Tulherias com o seu estado-maior, o chefe federal Bergeret declarou: "Quando deixar as Tulherias, as Tulherias estarão em cinzas".

### Incêndio

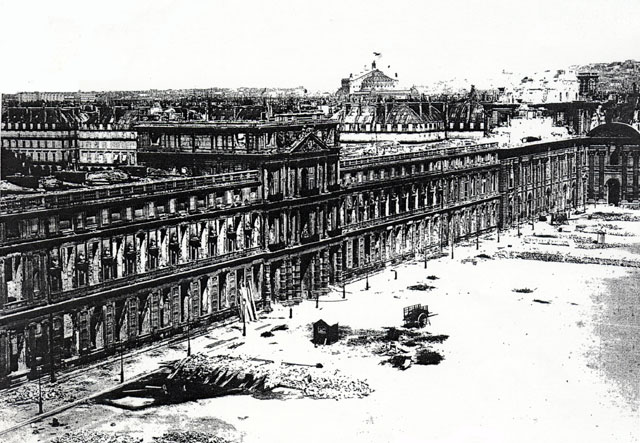
O Palácio das Tulherias incendiado.

Nos dia 22 e 23 de Maio, os communards (membros da comuna) fizeram provisão de petróleo, pólvora, alcatrão líquido e essência de terebentina. No dia 23, um rapaz de nome Bénot, conduziu dois outros federados, Boudin e Bergeret, por todos os apartamentos do palácio e fez aspergir as paredes e os pavimentos com todos esses produtos. Um barril de pólvora foi colocado no vestíbulo do Pavilhão do Relógio enquanto que uma grande quantidade de matérias inflamáveis estavam armazenadas no Salão dos Marechais. Logo que o fogo foi acendido, o incêndio envolveu todo o edifício. Pouco antes das 9 horas da noite, o relógio do palácio parou sob a acção do fogo; cerca das 11 horas, uma explosão agitou o Pavilhão Central, deixando a cúpula danificada numa golfada de chamas.
O palácio ardeu durante três dias. Bergeret e os seus homens, tendo encomendado uma refeição fria, cearam sobre o terraço do Louvre contemplando o incêndio. No dia 27 de Maio, restava pouco mais das Tulherias que algumas paredes enegrecidas.

### Demolição
A partir de 1872, foram depositadas várias petições e requerimentos com vista ao restauro do palácio, integralmente ou na maior parte. De facto, o edifício era reparável, dado que só os pavimentos, os tectos e as decorações tinham sido inteiramente consumidos pelo fogo. Foram constituídas comissões parlamentares: uma comissão senatorial afastou assim, em 1876, qualquer ideia de fazer desaparecer as ruínas. Georges-Eugène Haussmann, Lefuel e Viollet-le-Duc propuseram projectos de salvaguarda das ruínas ou de reconstrução de um novo palácio. A proposta principal consistia no restauro da única parte central, isolada, das Tulherias, compreendendo o Pavilhão do Relógio, as duas alas e os pavilhões do Teatro e de Bullant, sendo a Pequena Galeria e a Galeria das Máquinas, por conseguinte, demolidas.
Depois de muitas hesitações, a Câmara dos Deputados decidiu, finalmente, em 1879, demolir as ruínas, que foram arrasadas em 1883. Apenas subsistiram os Pavilhões de Flora e de Marsan, assim como duas galerias às janelas do Louvre. A partir desse momento, estendia-se uma vasta perspectiva do jardim das Tulherias ao Palácio do Louvre, deixando a descoberto o arco do triunfo do Carrousel, antiga porta de honra isolada no meio de uma vasta esplanada.

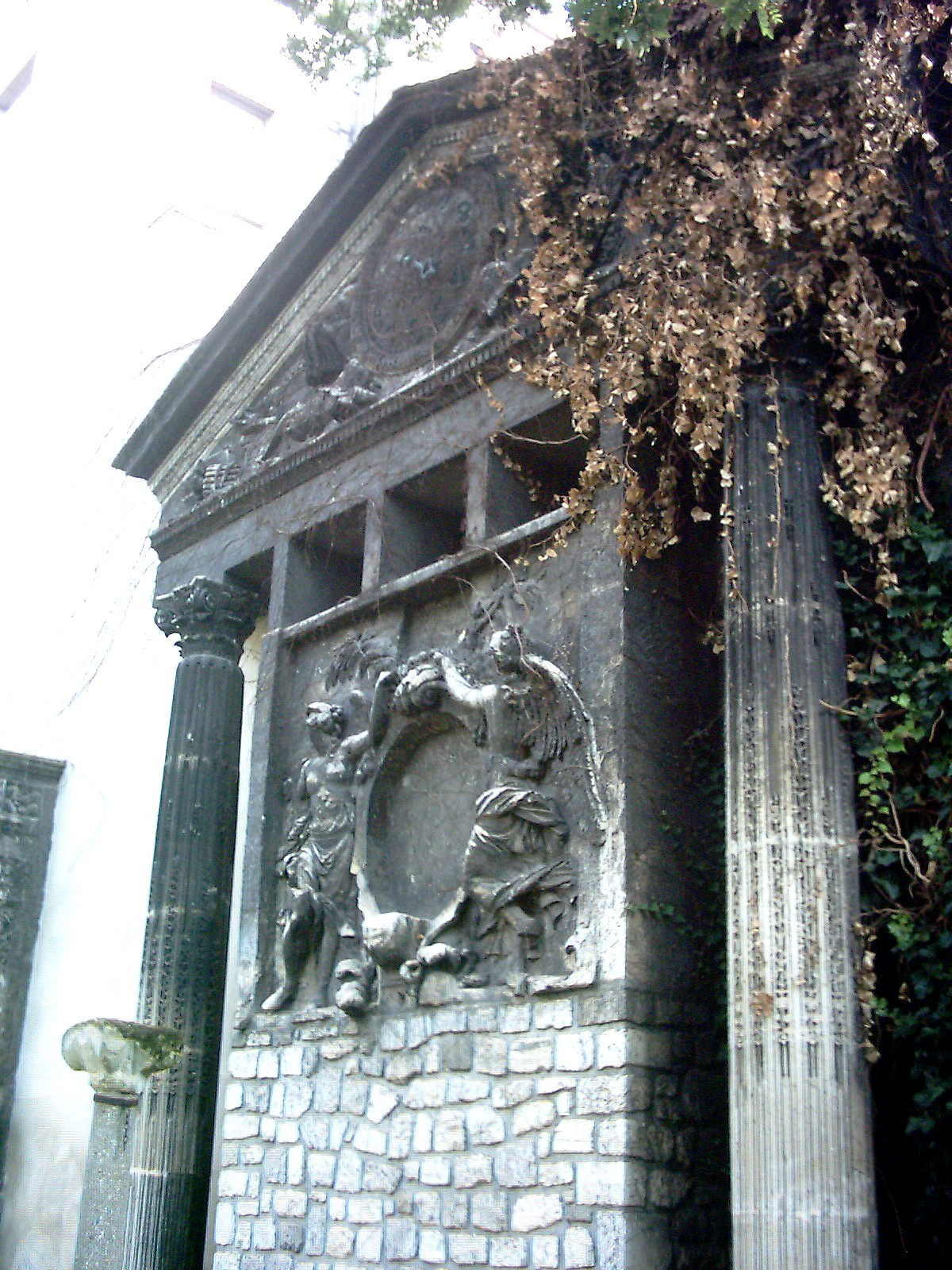
Frontão das Tulherias, Jardim Cain

Os vestígios do palácio conheceram numerosos destinos: o gradeamento do pátio do Carrousel foi usado no palácio da família Esterhazy; algumas colunas foram reutilizadas numa casa de campo situada em Suresnes, uma outra em Marly; numerosas pedras serviram para a connstrução de um château do Duque de Pozzo di Borgo, acima da baía de Ajaccio; outros vestígios fortam recomprados pelo Estado e dispersos entre o jardim das Tulherias (junto ao museu Jeu-de-Paume), o Jardim do Trocadéro, os Jardins do Luxemburgo e o Palácio de Chaillot, no pátio da Escola Nacional Superior de Belas Artes. Mas o vestígio mais emocionante permanece, sem dúvida, o frontão do pavilhão central e o seu relógio, actualmente visíveis no jardim público Georges Cain, na Rua Payenne. Por fim, as belas estátuas que ornamentevam este mesmo frontão podem ser admiradas na galeria que se encontra sob o Arco do Triunfo do Carrousel.
Quanto à própria localização do Palácio das Tulherias, é actualmente simbolizada por um pequeno painel, de mau fabrico, que poucos turistas estão em condições de notar.
Várias associações militam, actualmente, pela reconstrução de um palácio idêntico.

## Lenda
A história do Palácio das Tulherias está ligada a uma lenda, a de Jean l'écorcheur. Jean era um açougueiro que tinha a sua banca próximo do palácio, e que terá sido assassinado por ordem de Catarina de Médicis por conhecer certos segredos da Coroa. No momento da morte, terá dito: "eu voltarei". De seguida, terá aparecido ao astrólogo Cosme Ruggieri, ao qual predisse a degradação dos futuros ocupantes do palácio e a sua própria desaparição juntamente com o edifício.
Conhecido sob o nome de "petit homme rouge des Tuileries" (pequeno homem encarnado das Tulherias), assombrava regularmente o palácio, e a sua aparição anunciava sempre um drama àquele que o via. Assim, em julho de 1792, apareceu à Rainha Maria Antonieta, pouco antes da queda da monarquia; do mesmo modo, em 1815 apareceu a Napoleão I, algumas semanas antes da Batalha de Waterloo. Por fim, apareceu a Luís XVIII e ao seu irmão Conde d'Artois, alguns dias antes da morte do primeiro.
No dia 23 de maio de 1871, durante o incêndio do palácio, testemunhas afirmaram que, enquanto a cúpula da Salas dos Marechais se afundava nas chamas, a silhueta do pequeno homem apareceu uma última vez numa janela do palácio.

## O Jardim das Tulherias

Fim de tarde no parque das Tulherias, por Adolph von Menzel.

Quando o grande espaço vazio entre as alas do norte e do Sul do Louvre, agora familiar aos visitantes modernos, foi revelado em 1883, o pátio do Louvre abria-se pela primeira vez para um eixo histórico contínuo. O Jardin des Tuileries (Jardim das Tulherias) está rodeado pelo Louvre (a Este), o Sena (a Sul), a Place de la Concorde (a Oeste) e a Rue de Rivoli (a Norte). Mais a Norte fica a Place Vendôme.
O Jardim das Tulherias cobre cerca de 63 acres (25 hectares) e ainda segue de perto um desenho realizado pelo arquitecto paisagista André Le Nôtre, em 1664. O seu plano de espaçosos jardins formais prolongam a perspectiva através de piscinas que se reflectem uma na outra numa vista contínua, ao longo de um eixo central, a partir da fachada Oeste, o qual foi estendido pelo Axe historique (Eixo histórico).
Na esquina Noroeste dos jardins fica localizada a Galerie nationale du Jeu de Paume (Galeria nacional de Jeu de Paume), um museu de arte contemporânea.

## Reconstrução do palácio
Desde 2003 que, em França, um comité tem proposto a reconstrução do Palácio das Tulherias. Este esforço é semelhante à proposta de reconstrução do Berliner Stadtschloss (Palácio da Cidade de Berlim). Existem várias razões para reconstruir o Palácio das Tulherias. Desde a destruição do palácio, em 1883, a famosa perspectiva dos Champs-Élysées, que terminava na sua majestosa fachada, termina agora no Arco do Carrousel, o qual antigamente estava centrado nas Tulherias mas, actualmente, ocupa um grande espaço vazio. O Louvre, com a sua pirâmide de vidro de um lado e o eixo da Place de la Concorde-Champs-Élysées-Arc de Triomphe do outro, não está alinhado no mesmo eixo. O Arco do Carrousel está, fortuitamente, próximo da intersecção dos dois eixos. O Palácio das Tulherias, o qual estava localizado na junção destes dois eixos divergentes, ajudava a disfarçar este nó. Famosos arquitectos argumentaram que a reconstrução das Tulherias permitiria o restabelecimento da harmonia destes dois eixos diferentes. Os Jardins das Tulherias também poderiam recuperar as suas proporções, as de um jardim de palácio.

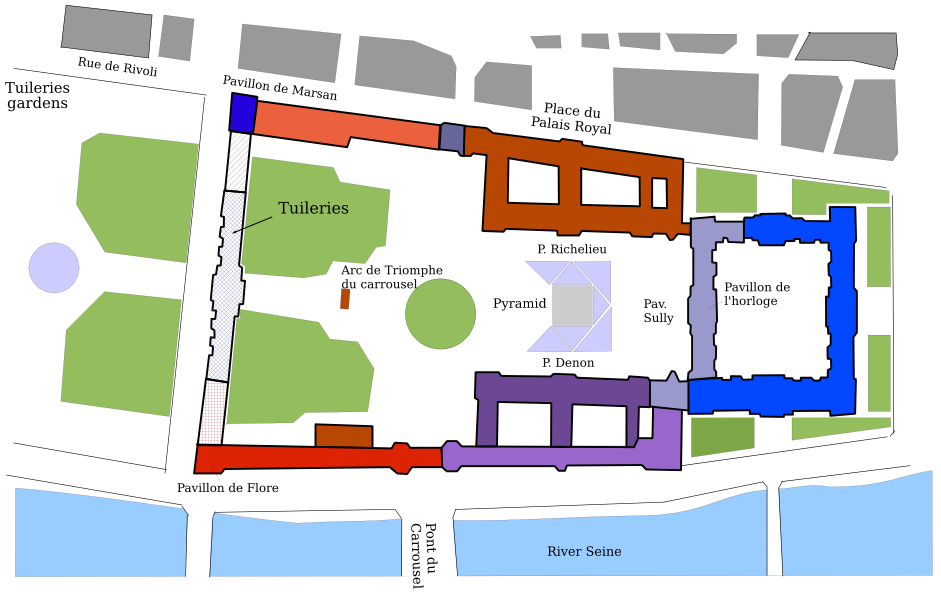
Mapa do Louvre e do Jardim das Tulherias.

Além disso, é enfatizado que o Museu do Louvre necessita de ampliar o seu projecto básico para expôr adequadamente todas as suas colecções, pelo que, se o Palácio das Tulherias fosse reconstruído, o Museu do Louvre poderia expandir-se para o novo edifício. Também foi proposta a reconstrução dos apartamentos de Estado do Segundo Império tal como se encontravam em 1871. Todas as plantas do palácio e muitas fotografias continuam guardados nos arquivos franceses, o que tornaria fácil reconstruir as Tulherias e as suas salas exactamente como estavam no ano em que ardeu. Além disso, todas as mobílias e pinturas do palácio sobreviveram ao fogo de 1871, pois tinham sido removidas em 1870, no início da Guerra franco-prussiana, e armazenadas em locais seguros. Actualmente, o mobiliário e as pinturas ainda estão depositados em armazéns e não em exposições públicas, devido à falta de espaço no Louvre. Argumenta-se que a recriação das salas de Estado do Palácio das Tulherias permitiria a exposição destes tesouros do Segundo Império, actualmente afastados do público.
Estima-se que uma reconstrução do Palácio das Tulherias custaria 300 milhões de euros (400 milhões de dólares). Esta verba poderia ser financiada por subscrição pública e as obras empreendidas por uma fundação privada, sem que o Governo francês necessitasse gastar dinheiro no projecto. Desde 2003, a ideia tem ganho ímpeto nos meios de comunicação social franceses, mas permanece por esclarecer se a reconstrução acontecerá algum dia. Seria o maior projecto de construção empreendido no centro de Paris desde o início do século XX.